# Agatón de Atenas

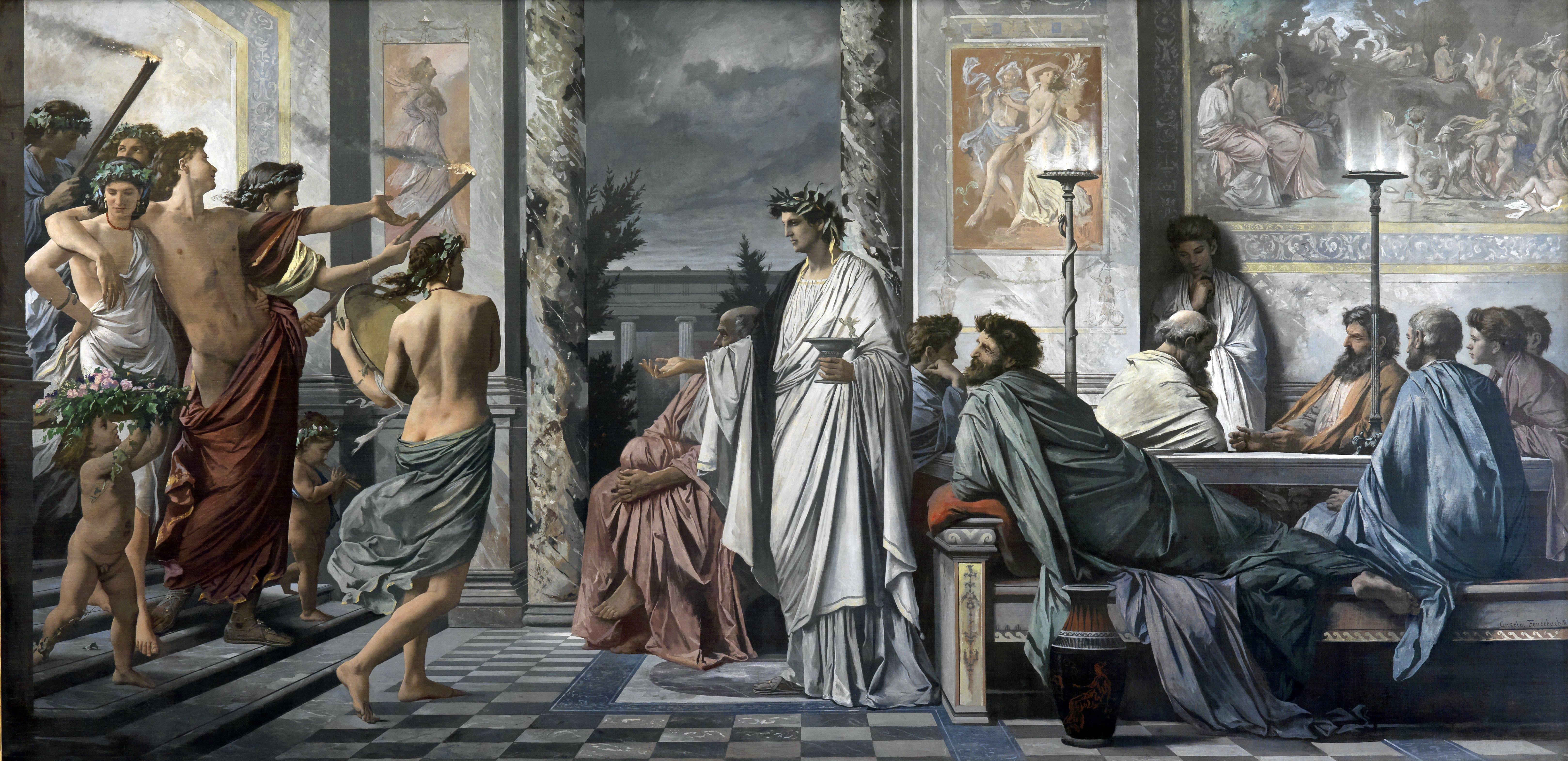
Escena del Simposio de Platón: Alcibíades llega completamente ebrio a casa de Agatón, pintura de Anselm Feuerbach.

Agatón de Atenas (en griego antiguo: Ἀγάθων, Agáthōn; ca. 448–400 a. C.) fue un poeta trágico ateniense, quizá el más importante después de Esquilo, Sófocles y Eurípides, célebre por su elegancia y su belleza física. Se conservan menos de 40 versos de su obra. 
Su primera victoria en las competiciones dramáticas la obtuvo en las Leneas, en el año 416 a. C., cuando todavía no había cumplido los 30 años. El banquete celebrado en su casa para celebrar el éxito sirve de marco escénico al diálogo de Platón titulado Simposio (El Banquete). En dicho banquete se hallaba presente también su amante, Pausanias. 
La primera mención de la relación entre Pausanias y Agatón se da en el diálogo Protágoras de Platón, en una reunión en casa de Protágoras, datada el 433 a. C. Agatón era por entonces un joven próximo a la veintena, de noble naturaleza y gran belleza. Platón lo muestra reclinado junto a Pausanias, claramente un hombre ya crecido, y el narrador dice «no me sorprendería si resultara ser el novio de Pausanias». Durante el banquete que recoge el diálogo Simposio, quince años después, son ya reconocidos como amantes. De hecho, en dicho diálogo Aristófanes se refiere a ellos como un posible ejemplo de aquellas parejas homosexuales que, en su mito, resultan de la bisección de una criatura original hombre-hombre.
Agatón fue un innovador, siendo el primero en crear una tragedia basada en un tema irreal, con personajes imaginarios, sin tomarlos del mito griego. Bajo la influencia del sofista Gorgias, desarrolló un estilo poético florido, como refleja Platón en el encomio del amor que le atribuye en el Simposio. En Las Tesmoforias (411 a. C.), Aristófanes parodia su estilo literario, e incluso le hace aparecer disfrazado (la tradición describe a Agatón como afeminado y sexualmente pasivo) y se dice que está fácilmente disponible para ser sodomizado.
Entre 411 y 405 a. C. Agatón, con unos cuarenta años de edad, se estableció con su amante Pausanias en Macedonia, bajo el reinado de Arquelao I, un destacado patrón de las artes. También residía allí Eurípides, que tenía por entonces setenta y dos años y desarrolló un cierto interés erótico por Agatón. Al haberlo besado en un banquete, siendo Agatón un hombre ya maduro, el rey se lo reprochó. Eurípides respondió que, tratándose de hombres apuestos, «el otoño es tan agradable como la primavera».

## Obras realizadas
No se conserva ninguna de las obras de Agatón. Algunos de sus títulos son:
- Aquiles
- Merope
- Alcmeón
- La flor
- Télefo
- Tiestes